# Caladomyia mulleri
Caladomyia mulleri är en tvåvingeart som beskrevs av Sawedal 1981. Caladomyia mulleri ingår i släktet Caladomyia och familjen fjädermyggor. Inga underarter finns listade i Catalogue of Life.